# Movimiento de los Ciudadanos para el Cambio

El Movimiento de los Ciudadanos para el Cambio (en francés Mouvement des citoyens pour le changement, MCC) es un partido político de Bélgica de ámbito francófono. Fundado por Gérard Deprez a raíz de una escisión del Partido Social Cristiano (del que fue presidente), forma parte en la actualidad de la organización liberal llamada Movimiento Reformador y es un partido integrante del Partido Demócrata Europeo. Su presidente es el eurodiputado Gérard Deprez.
- Datos: Q2133093